# DSA-391
La DSA-391 es una carretera perteneciente a la Red Secundaria de la Diputación Provincial de Salamanca que une la  CL-526  con la localidad de El Payo.
También pasa la localidad de Peñaparda.

## Origen y Destino
La carretera  DSA-391  tiene su origen en Peñaparda en la intersección con la carretera  CL-526 , y termina en El Payo en la intersección con la carretera  DSA-375  formando parte de la Red de carreteras de Salamanca.